# گیرالتوتسه
گیرالتوتسه (به مجاری: Girált) یک شهرک با جمعیت ۴٬۱۸۲ نفر که در Svidník District، اسلواکی واقع شده‌است.